# Холт, Томас
Томас «Том» Кливленд Холт (Thomas Cleveland Holt; род. 30 ноября 1942, Данвилл, Вирджиния) — американский историк, специалист по африканской диаспоре в Северной Америке. Доктор философии (1973), заслуженный сервис-профессор Чикагского университета, член Американского философского общества (2016). Лауреат стипендии Мак-Артура (1990). Отмечен медалью Уилбура Кросса Йеля (2014). Его наиболее значимым трудом является «The Problem of Freedom: Race, Labor, and Politics in Jamaica and Britain, 1832—1938» (Johns Hopkins University Press, 1992).
Окончил Говардский университет как бакалавр и магистр — по английской литературе. Степень доктора философии по американистике получил в Йеле (1973). Преподавал в Говардском университете и др. Ныне заслуженный сервис-профессор Чикагского университета (James Westfall Thompson Distinguished Service Professor of American and African American History), член Американской академии искусств и наук (2003).
Состоял членом редколлегий Journal of Southern History (1983—1986), Slavery & Abolition (1986—1989), American Historical Review (1990—1993).
Президент Американской исторической ассоциации (1994—1995).
В 1999—2002 годах входил в совет директоров Американского совета научных обществ.
Его первая книга — «Black Over White: Negro Political Leadership in South Carolina During Reconstruction» (University of Illinois Press, 1977).
Последняя книга — Children of Fire: A History of African Americans (Hill & Wang, 2010).
Соавтор Ребекки Скотт и Фредерика Купера.